# Adolph Diedrich Kindermann

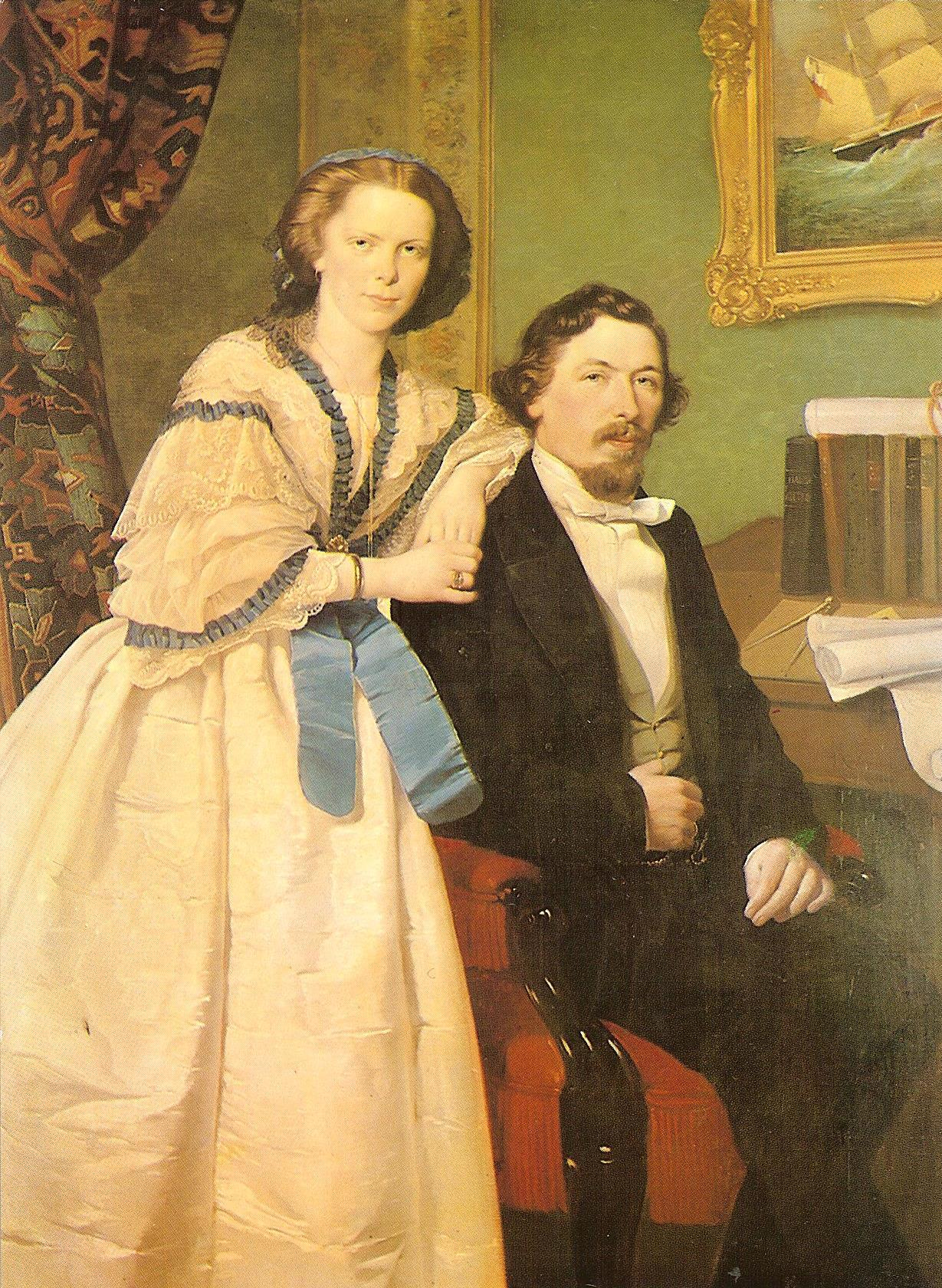
Schiffszimmermeister Meyer und seine Frau, 1860

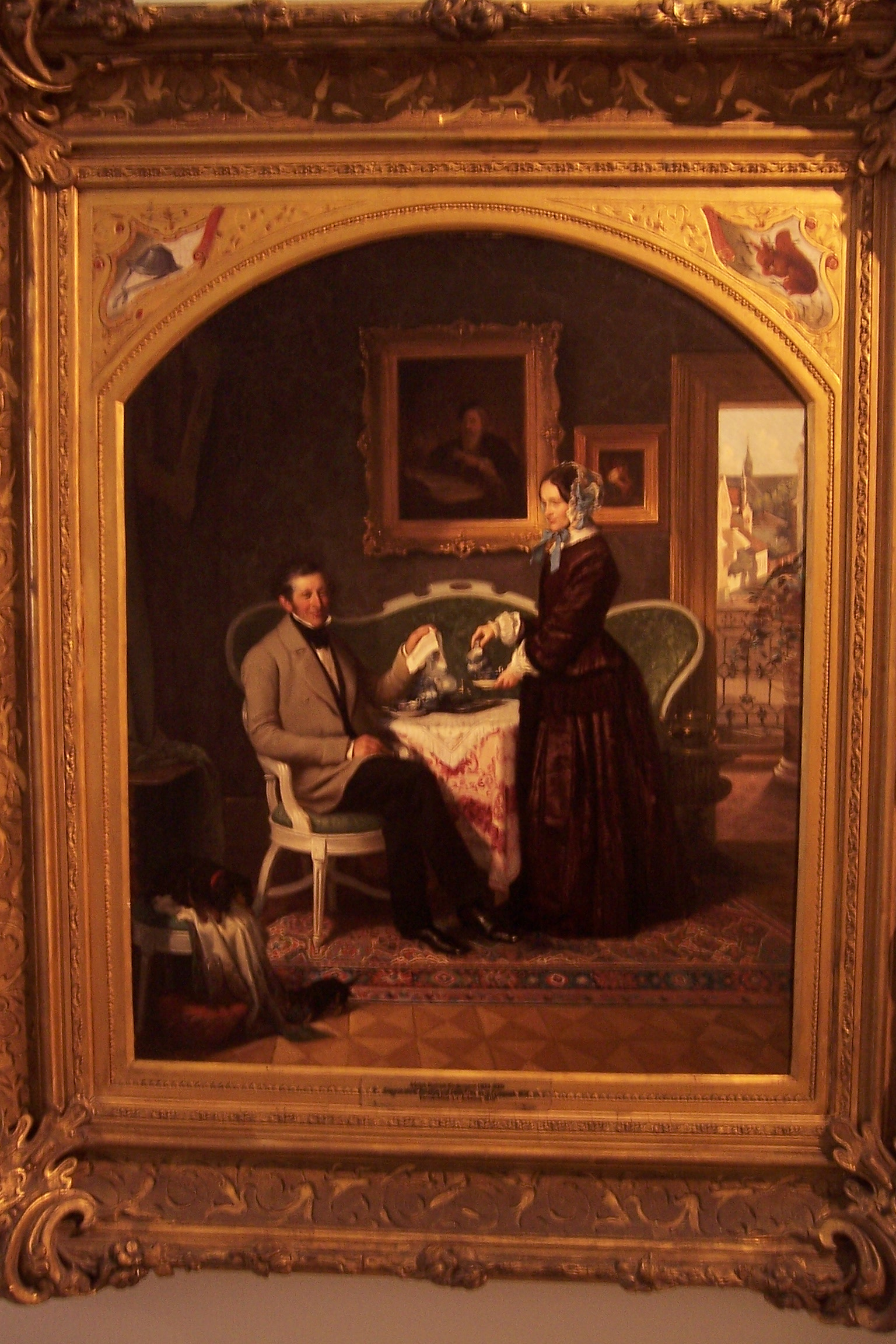
Glasermeister Achelius und seine Frau beim Frühstück, 1858

Adolph Diedrich  Kindermann (auch Dietrich, * 23. April 1823 in Lübeck; † 16. September 1892 in Hamburg) war Maler und Fotograf.

## Leben
Adolph Kindermann wurde als der beste Maler Lübecks zur Mitte des 19. Jahrhunderts bezeichnet. Seine erste Ausbildung erhielt er bei Christian Peter Wilhelm Stolle. 1843 ging er an die Dresdner Akademie, unter anderem als Schüler von Julius Hübner und Eduard Bendemann. Nach der Beteiligung am Dresdner Maiaufstand wurde er 1849 des Landes verwiesen. Bis 1853 lebte er als Porträtmaler in Paris. Von dort kehrte er nach Lübeck zurück und ging ca. 1856 nach Hamburg, wo er als Maler und Photograph bis zu seinem Tod tätig war. Adolph Kindermann war Mitglied im Hamburger Künstlerverein von 1832.
Einer seiner Brüder war der Fotograf Conrad Kindermann, der ab 1869 in Hamburg das über 40 Jahre erfolgreiche Atelier Benque & Kindermann in Hamburg betrieb.

## A. Kindermann · Maler & Photograph
1856 ging Adolph Kindermann nach Hamburg, um als Porträtmaler zu arbeiten. Da dies Geschäft nicht sehr einträglich gewesen sein muss, eröffnete er im Juni 1862 ein photographisches Atelier unter dem Namen A. Kindermann in der Böckmannstraße. 1866 verlegte er sein Atelier in die Gr. Theaterstraße 7. Eine Zeitlang hatte er den Ruf, ein sehr guter Photograph von Kinderaufnahmen zu sein. Ab 1879 annoncierte er nicht mehr als Fotograf, aber bis zu seinem Tode 1892 als Kunstmaler in Hamburg.
Charles Darwin erwarb 1871 mehrere Fotografien Kindermanns und verwandte zwei Fotos weinender Kinder in Der Ausdruck der Gemütsbewegungen bei dem Menschen und den Tieren.
Adolph Kindermann malte überwiegend Porträtbilder. Wenige sind bekannt: 1849 porträtierte er in Dresden Theodor Fontane und Wilhelm Wolfsohn. 1858 malte er den Glasermeister Johann Jacob Achelius und seine Frau beim Frühstück. Dieses Doppelporträt ist heute (2009) im Lübecker Behnhaus ausgestellt. 1864 malte er posthum Ernst Deecke. Einige seiner Werke sind im Bestand der Hamburger Kunsthalle und des Museums für Hamburgische Geschichte. Er war Mitglied einer Hamburger Freimaurerloge.